# Severomořská ropa

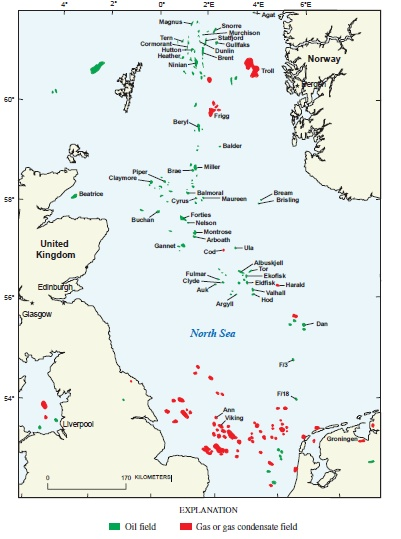
Ropná pole a pole zemního plynu v Severním moři

Severomořská ropa je směs uhlovodíků obsahující kapalnou ropu a zemní plyn a produkuje se z ropných zásob pod Severním mořem.
V petrochemickém průmyslu termín „Severní moře“ často obsahuje oblasti jako Norské moře a oblasti jako „West of Shetland“ (Západně od Shetland), "„Atlantic Frontier“ (Atlantické pohraničí) nebo „Atlantic Margin“ (Atlantický okraj).
Jako standardní hodnota na oceňování ropy se stále používá ropa Brent, i když termín teď obsahuje 15 složek těžených na polích v severní části Severního moře.

## Historie

### 1851–1963
Komerční těžba ropy na pobřeží Severního moře začala v roce 1851, když James Young získal ropu z torbanitu těženého v skotském Midland Valley. V moři u Německa našli ropu u města Wietze nedaleko Hanoveru v roce 1859, což vedlo k objevení dalších 70 ropných polí, zásoby většinou pocházejí ze spodní křídy a jury a produkují celkově kolem 1340 m³ (8400 barelů) denně.
Zemní plyn byl objeven náhodou ve studně u Hamburku v roce 1910, což vedlo k menším objevům v dolomitech Zechsteinu v Německu. V Anglii firma British Petroleum objevila zemní plyn v podobných nalezištích v Eskdale v roce 1938 a v roce 1939 našli komerční ropu z doby karbonu u Eakringu v Nottinghamshire. Další objevy v East Midlands zvýšily produkci na 400 m³ (2500 barelů) denně, a druhá vlna objevů od roku 1953 do 1961 našla pole Gainsborough a 10 menších polí.

## Rezervy a produkce
Britské a norské části obsahují nejvíc z velkých ropných zásob. Odhaduje se, že jen norská část obsahuje 54 % mořských zásob ropy a 45 % zásob plynu. Víc než polovina mořských rezerv byla podle oficiálních norských i britských zdrojů vytěžena.

## Oddělení oxidu uhličitého
V Severním moři norská platforma na těžbu zemního plynu Sleipner odděluje oxid uhličitý z plynu pomocí aminových rozpouštědel a skladuje jej pomocí geologické sekvestrace. Sleipner redukuje emise CO2 o asi 1 milion tun ročně, což je 1/9000 celkových emisí. Náklady na geologickou sekvestraci jsou v porovnání s celkovými provozními náklady malé. Od dubna 2005 BP uvažuje o testu velké sekvestrace oxidu uhličitého odděleného z emisí elektrárny na ropném poli Miller, protože její zásoby jsou vyčerpány.